# Pyramide de Bédoin
La Pyramide de Bédoin est une stèle commémorative aux victimes de la Révolution française, située sur la commune de Bédoin, dans le Vaucluse. Son édification fait suite à des évènements datant de 1794.

## Histoire
Au soir du 2 mai 1794, en période révolutionnaire, des incidents ont abouti à la destruction de l'arbre de la liberté, ainsi que de l'affichage des lois et décrets sur la maison commune de Bédoin. Soixante-six personnes ont été arrêtées, puis condamnées à mort, par le tribunal révolutionnaire, installé dans le village pour l'occasion. Les exécutions par guillotine eurent lieu aussitôt. La situation, au lendemain de ces évènements, et durant deux mois, ne s'améliora pas : imposition de la population par de nouvelles taxes, maisons incendiées, champs rendus infertiles, déplacement de la population dans les villages voisins, avec assignation à résidence. Afin d'apaiser les esprits, et rétablir la paix au sein du village, les autorités centrales nomment Jean Bry comme représentant et conciliateur. Il réhabilita le village au cours d'une fête laïque, le 4 mai 1795, au cours de laquelle fut inauguré le monument commémoratif à l'emplacement des décapitations. Celui-ci est inscrit au titre des monuments historiques depuis le 23 juillet 2009.

## Description
Le monument commémoratif aux victimes de la Révolution est composé de deux parties, un autel de la patrie et une colonne le surmontant. Il est appelé « La Pyramide ».
Une plaque commémorative en marbre noir porte l'inscription :

« Après un an de pleurs sur ces débris affreux,

la Loi ramène la Justice.

Consolez-vous, ô ! malheureux,

puisque l'éclat du crime

en prédit le supplice. »